# Anne Seymour (actriz)
Anne Seymour (11 de septiembre de 1909 – 8 de diciembre de 1988) fue una intérprete cinematográfica y televisiva de nacionalidad estadounidense, conocida principalmente por sus papeles como actriz de carácter.

## Biografía
Nacida en la ciudad de Nueva York, Seymour fue actriz invitada de muchas series televisivas de las décadas de 1960 y 1970. 
En el cine encarnó a la nerviosa Amelia Tarbell en el film Pollyanna. Su última actuación tuvo lugar en la película de 1989 Field of Dreams, estrenada tras su muerte.
Anne Seymour falleció en 1988 en Los Ángeles, California, por un fallo cardiaco. Fue enterrada en el Cementerio Westwood Village Memorial Park de Los Ángeles.